# Chemin des Oiseleurs
Pour les articles homonymes, voir Oiseleur (homonymie).
Le chemin des Oiseleurs (en néerlandais : Vogelvangersweg) est une voie étroite de Bruxelles, partiellement pavée, partiellement en terre.

## Situation
Partant de l'avenue et du champ du Vert Chasseur, le chemin des Oiseleurs suit, dans sa première section, la limite communale Bruxelles-Uccle, puis oblique vers l'est pour rejoindre l'avenue du Vivier d'Oie et se prolonger dans le bois de la Cambre sous le nom d'allée des Blaireaux.

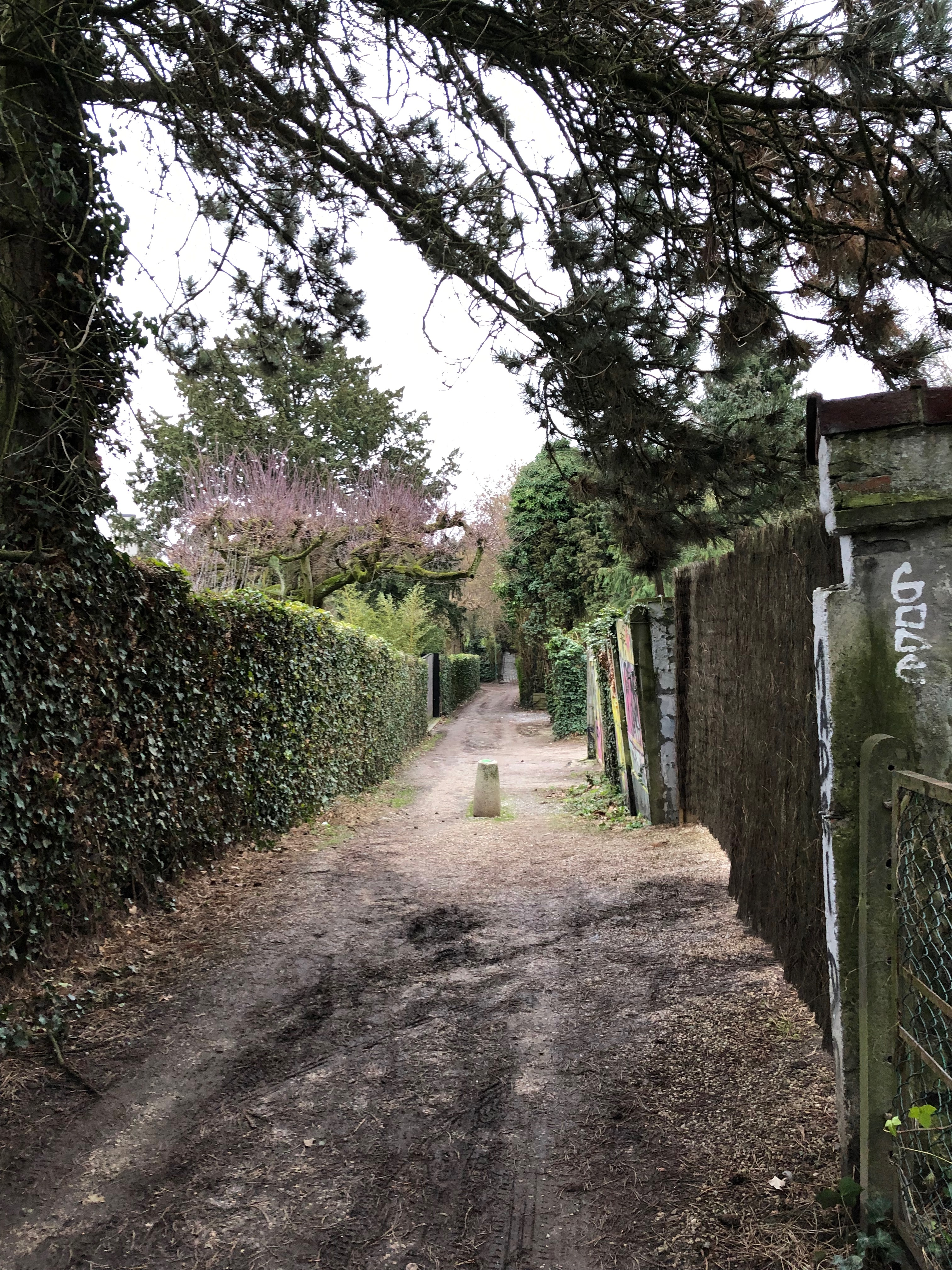
Partie non pavée du chemin